# Taxímetro

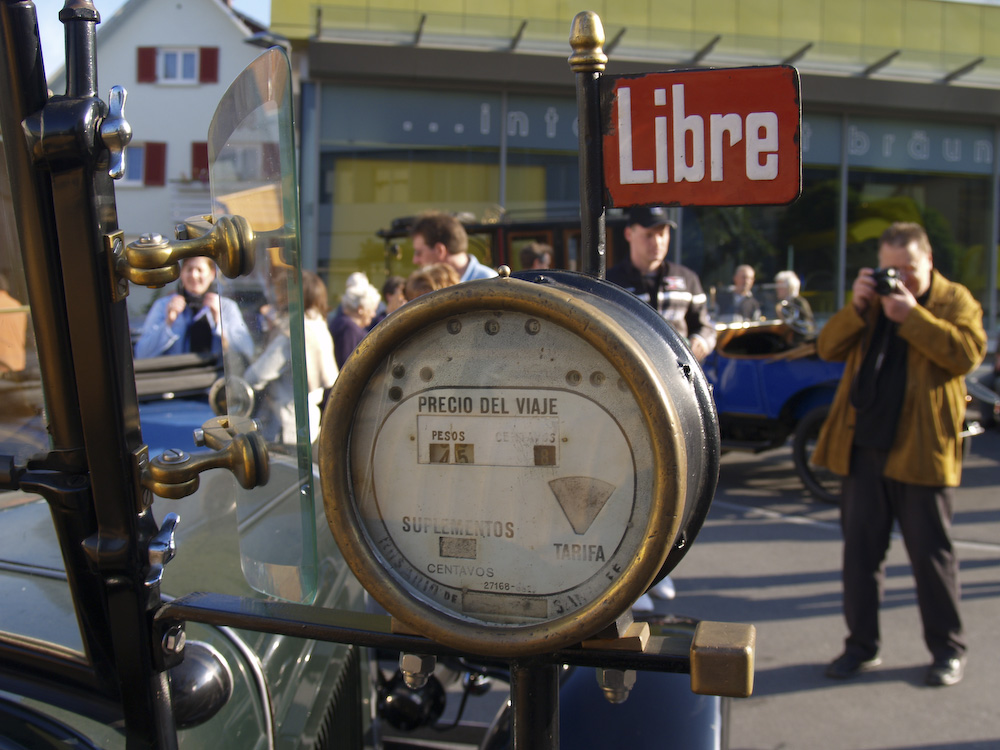
Antiguo taxímetro en estado «Libre».

Un taxímetro (del griego τάξις, tasa, y -metro, medir. Que mide la tasa.), es un aparato de medida mecánico o electrónico usualmente instalado en los llamados taxis, similar a un odómetro. Y mide el importe a cobrar en relación con el tiempo que transcurre durante el trayecto.
El primer taxímetro equipado con el invento fue el Daimler Victoria fabricado por Gottlieb Daimler en 1897.
En la antigua Roma, existían taxímetros que funcionaban por medio de un mecanismo solidario con el eje de una carreta que iba liberando pequeñas bolas. Al final del trayecto, el pasajero pagaba en función de las bolas liberadas.
En algunos lugares utilizan un pequeño cartel luminoso para indicar si están libres. En Argentina es llamado banderita, nombre que acarrea desde los taxímetros mecánicos, en los que se giraba una banderita ocultándola para comenzar un viaje, y al finalizarlo se volvía a la posición visible. También pueden utilizar con el mismo fin un cartel luminoso en el techo.

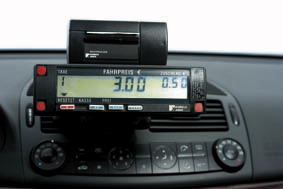
Taxímetro

## Características y accesorios
Los taxímetros electrónicos pueden incluir otros accesorios, por ejemplo:
- Impresora de boletos (recibos al pasajero).
- Control de la recaudación y detección de fraudes del chofer al dueño, a través de la impresión de tickets o por computadora.
- Comunicación vía GPRS con la central de radiotaxi para recibir despachos de clientes, mensajes de texto, realizar pagos con tarjetas de crédito entre otras posibilidades. También  junto a un receptor GPS puede enviar la posición a la central pudiendo lanzar una señal de emergencia en caso de atraco.
- Almohadillas en los asientos (sensor de asiento) que detectan cuando hay algún pasajero y si no se puso en funcionamiento el taxímetro se lo informa al dueño.
- Cobro por tarjeta de crédito o prepaga.

## Funcionamiento y tarifas
Las tarifas varían según la zona, pero se adaptan a un modelo general. Lo mismo sucede con el funcionamiento.

## Posiciones
El taxímetro tiene varias posiciones de funcionamiento, y en cada una tiene un comportamiento especial.

Ciclo de trabajo.

### Ciclo de trabajo
En su funcionamiento normal, el taxímetro repite cíclicamente las siguientes etapas.
1. Libre: El taxi está vacío esperando algún cliente. La Banderita Luminosa está encendida. Si dispone de varias tarifas, en esta posición puede cambiar manualmente. También puede apagar la banderita y pasar a la posición "Reposo".
2. Ocupado: Se entra a esta etapa al comenzar el viaje y se apaga la banderita. En esta etapa se muestra el importe (a medida que va aumentando) y la tarifa actual. También puede mostrarse otra información: extras (fichas por equipaje, etc.), hora actual, velocidad, etc.
3. Importe (o A pagar): Al finalizar el viaje se pasa a esta etapa. La banderita puede apagarse o parpadear (se tiende mucho más a esto porque le indica al nuevo pasajero que el taxi estará disponible en breve) y se muestra el importe que debe abonar el pasajero, y puede imprimirse el recibo de pasajero.

### Reposo
La mayoría de los taxímetros nuevos, al pasar a esta posición apagan la banderita y el display. Pero siguen controlando la distancia recorrida y manteniendo la hora. Generalmente desde esta posición se pasa a la posición de controles.

### Controles
En esta posición se pueden ver en pantalla o imprimir distinta información para que el dueño o chofer controle a los choferes. Y en algunos casos para control del reparador y legal, se incluye un ticket con información sobre el ajuste del reloj.

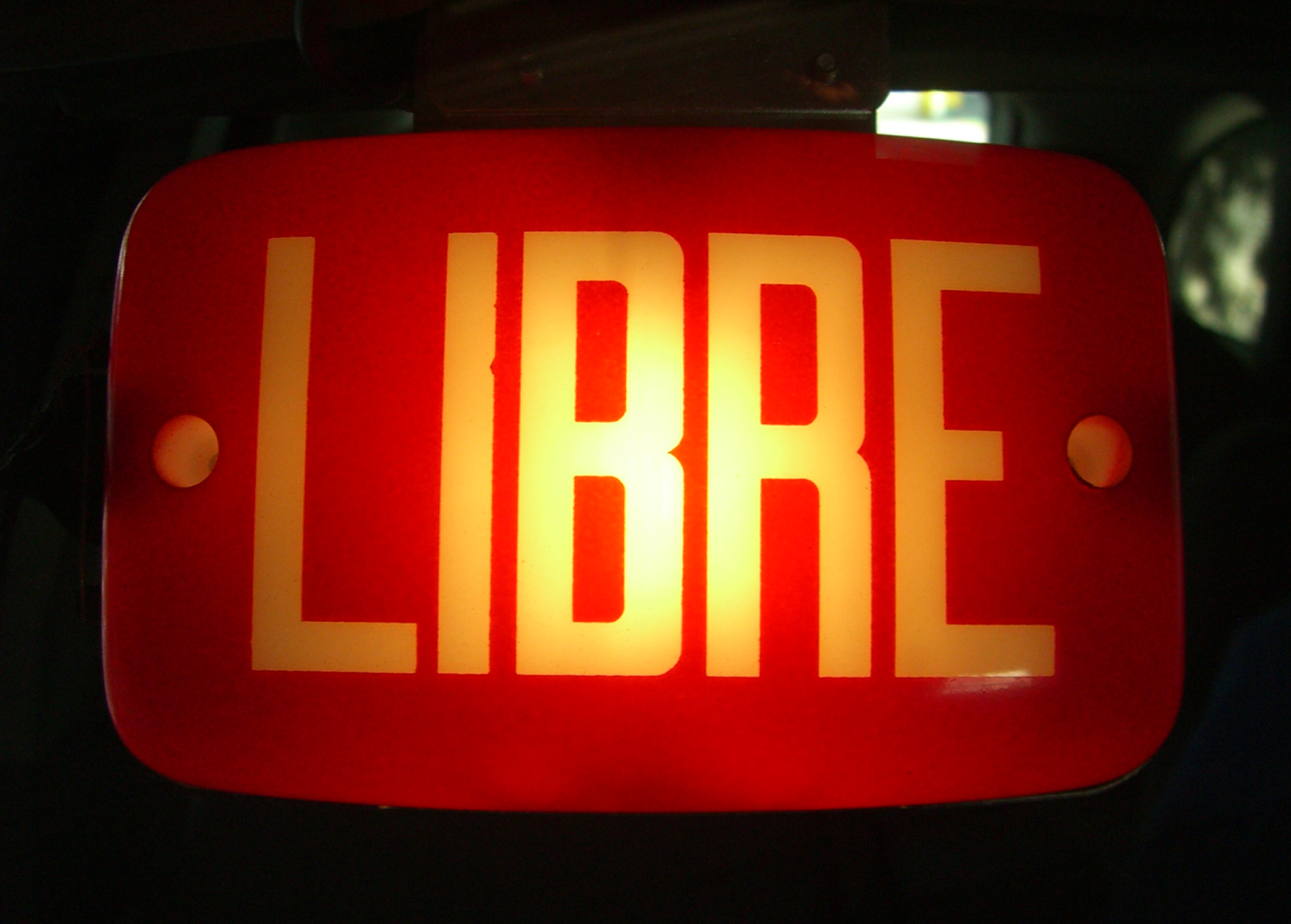
Cartel de taxi libre.

## Modelo de tarifa
El modelo de tarifa cambia mucho según la zona. En algunas zonas se utilizan varias tarifas que cambian manualmente o automáticamente según la hora, día festivo, la zona, etc.

### Valores básicos
Estos son los valores básicos de los que consta una tarifa. En algunas zonas la primera ficha puede tener un valor, distancia o tiempo distinto a las siguientes.
- Bajada de bandera: Es el importe mínimo a Cobrar, que se suma automáticamente al iniciar un viaje.
- Ficha: Es el incremento que se efectúa al llegar a una fracción de tiempo/distancia.
- Distancia o metros: Al recorre esa distancia (por encima de la velocidad de cruce) se computa una ficha.
- Extras: Son fichas (o pueden tener un valor distinto) que se añaden manualmente por cargos extra, como por ejemplo equipaje adicional.

### Tiempo y velocidad de cruce
Hay tres formas básicas según las cuales se computa por tiempo o por distancia. Pero en la mayoría de los casos el tiempo y la distancia están vinculados.
Que el tiempo y la distancia estén vinculados significa que se suman sus fracciones para llegar a la ficha. Por ejemplo: si la tarifa indica que debe sumarse una ficha cada 200 metros o 60 segundos, bastará con realizar 100 metros (no en "espera") y 30 segundos de espera para sumar una ficha. La condición es la siguiente:
{\displaystyle {\frac {metros\ recorridos}{distancia\ de\ una\ ficha}}+{\frac {segundos\ en\ espera}{tiempo\ de\ una\ ficha}}\geq 1}
Las tres formas de pasar a contar por tiempo o distancia son: manualmente (a través de un botón), automáticamente al deternerse completamente el vehículo por más de un determinado tiempo, o automáticamente a través de la velocidad de cruce (lá más utilizada).
La velocidad de cruce es la velocidad que marca el límite entre contar por tiempo, o por distancia, según cobre más. Se calcula automáticamente a partir de los valores de distancia y tiempo, y puede deducirse con una regla de tres.
{\displaystyle Velocidad\ de\ cruce=k\times \left({\frac {distancia}{tiempo}}\right)}
Y k es una constante para convertir las unidades, por ejemplo si la distancia está expresada en metros, el tiempo en segundos, y queremos obtener la velocidad en Kilómetros por cada hora, entonces:
{\displaystyle k={\frac {3600{\frac {segundos}{hora}}}{1000{\frac {metros}{kilometro}}}}=3,6}
Aplicando los valores dados como ejemplo (los de la Ciudad Autónoma de Buenos Aires), tendríamos una velocidad de cruce de 12 kilómetros/hora.

## ¿Cómo mide la distancia?
La medición de la distancia se basa indirectamente en contar las vueltas de la rueda del vehículo.
- En los vehículos más antiguos, desde la caja de velocidades sale una tripa que gira en relación con la velocidad hasta el velocímetro. Generalmente se coloca un sensor de distancia (una especie de sensor magnético) que traduce el movimiento mecánico en señales electrónicas hasta el taxímetro. Hay diversos tipos de sensores, según el método por el que funcionan y según cuántos pulsos/vuelta envían.
- En los vehículos más nuevos, en la caja de velocidades hay un sensor de velocidad desde el que se toma la información para la computadora de inyección electrónica y para el velocímetro. De la señal de pulsos de ese sensor se hace una derivación y se conecta a un sensor de toma que adapta la señal para ser recibida por el taxímetro a la vez que protege que el taxímetro evite el correcto funcionamiento del sensor de distancia.
- En los vehículos que han tenido problemas con la caja, puede colocarse un sensor de distancia en el semieje. Pero esto acarrea muchos problemas, la distancia entre los imán y el sensor son muy grandes, está expuesto a la intemperie, tiene un costo mayor, etc.